# Đội tuyển Davis Cup Armenia
Đội tuyển Davis Cup Armenia đại diện Armenia ở giải đấu quần vợt Davis Cup và được quản lý bởi Liên đoàn quần vợt Armenia.
Armenia hiện tại thi đấu ở bảng 3 của khu vực châu Âu. Họ vào đến tứ kết Nhóm II vào năm 2001.

## Lịch sử
Armenia tham gia kì Davis Cup đầu tiên là năm 1996.  Các vận động viên Armenia trước đó đại diện cho Liên Xô.

## Đội hình hiện tại (2017)
- Mikayel Avetisyan
- Sedrak Khachatryan
- Mikayel Khachatryan